# Pennzoil 400
La Pennzoil 400 (conosciuta anche con il nome di Pennzoil 400 presented by Jiffy Lube per ragioni di sponsorizzazione) è una gara automobilistica appartenente alle NASCAR Cup Series che si tiene presso il Las Vegas Motor Speedway di Las Vegas, in Nevada (Stati Uniti).
La gara si svolge sulla lunghezza di 267 giri, per un totale di 400.5 miglia (corrispondenti a 640 km). La gara è caratterizzata dal fatto di non attribuire al vincitore un trofeo, ma di consegnarli una cintura, simile a quella consegnata ai campioni del pugilato.
La Pennzoil 400 è una delle due gare che annualmente si disputano presso l'ovale di Las Vegas. L'altra è la South Point 400, competizione che fa parte dei playoff NASCAR.

## Storia
La gara inaugurale si è tenuta nel 1998. Per tutta la sua storia si è sempre tenuta sulla lunghezza di 400 miglia; unica eccezione l'edizione del 2009, quando si sono percorse 427 miglia (le 27 miglia in più sono state una scelta per promuovere la Carroll Shelby International e la sua Shelby 427 Cobra).
Dal 2001 fino al 2008, la gara si è legata al marchio DaimlerChrysler, in co-sponsorship con la United Automobile Workers. Dopo l'acquisto della Chrysler da parte della Cerberus Capital Management, incomincia un periodo di alcuni anni in cui annualmente la manifestazione cambia sponsorship quasi ogni anno. Nel 2008 si lega alla Dodge, per poi passare all'accordo con la Carroll Shelby già menzionato e poi con la Lowe's attraverso il suo marchio sussidiario, la Kobalt Tools, fino al 2017. Infine, dalla gara del 2018, la gara si lega alla Pennzoil con un contratto di sponsorizzazione che dura ancora oggi.

## Albo d'oro
Fonti: Racing Reference; Jayski's Silly Season Site
| Anno | Data        | N. | Pilota           | Team                 | Vettura   | Distanza | Distanza | Tempo di gara | Media   | Resoconto |
| Anno | Data        | N. | Pilota           | Team                 | Vettura   | Giri     | Miglia   | Tempo di gara | Media   | Resoconto |
| ---- | ----------- | -- | ---------------- | -------------------- | --------- | -------- | -------- | ------------- | ------- | --------- |
| 1998 | 1 marzo     | 6  | Mark Martin      | Roush Racing         | Ford      | 267      | 400.5    | 2:43:58       | 146.554 | Resoconto |
| 1999 | 7 marzo     | 99 | Jeff Burton      | Roush Racing         | Ford      | 267      | 400.5    | 2:54:43       | 137.537 | Resoconto |
| 2000 | 5 marzo     | 99 | Jeff Burton      | Roush Racing         | Ford      | 148      | 222      | 1:51:01       | 119.982 | Resoconto |
| 2001 | 4 marzo     | 24 | Jeff Gordon      | Hendrick Motorsports | Chevrolet | 267      | 400.5    | 2:57:17       | 135.546 | Resoconto |
| 2002 | 3 marzo     | 40 | Sterling Marlin  | Chip Ganassi Racing  | Dodge     | 267      | 400.5    | 2:55:43       | 136.754 | Resoconto |
| 2003 | 2 marzo     | 17 | Matt Kenseth     | Roush Racing         | Ford      | 267      | 400.5    | 3:00:46       | 132.934 | Resoconto |
| 2004 | 7 marzo     | 17 | Matt Kenseth     | Roush Racing         | Ford      | 267      | 400.5    | 3:06:35       | 128.790 | Resoconto |
| 2005 | 13 marzo    | 48 | Jimmie Johnson   | Hendrick Motorsports | Chevrolet | 267      | 400.5    | 3:18:32       | 121.038 | Resoconto |
| 2006 | 12 marzo    | 48 | Jimmie Johnson   | Hendrick Motorsports | Chevrolet | 270      | 405      | 3:02:13       | 133.358 | Resoconto |
| 2007 | 11 marzo    | 48 | Jimmie Johnson   | Hendrick Motorsports | Chevrolet | 267      | 400.5    | 3:07:28       | 128.183 | Resoconto |
| 2008 | 2 marzo     | 99 | Carl Edwards     | Roush Fenway Racing  | Ford      | 267      | 400.5    | 3:08:08       | 127.729 | Resoconto |
| 2009 | 1 marzo     | 18 | Kyle Busch       | Joe Gibbs Racing     | Toyota    | 285      | 427.5    | 3:34:37       | 119.515 | Resoconto |
| 2010 | 28 febbraio | 48 | Jimmie Johnson   | Hendrick Motorsports | Chevrolet | 267      | 400.5    | 2:49:53       | 141.450 | Resoconto |
| 2011 | 6 marzo     | 99 | Carl Edwards     | Roush Fenway Racing  | Ford      | 267      | 400.5    | 2:57:20       | 135.508 | Resoconto |
| 2012 | 11 marzo    | 14 | Tony Stewart     | Stewart-Haas Racing  | Chevrolet | 267      | 400.5    | 2:54:44       | 137.524 | Resoconto |
| 2013 | 10 marzo    | 20 | Matt Kenseth     | Joe Gibbs Racing     | Toyota    | 267      | 400.5    | 2:44:16       | 146.287 | Resoconto |
| 2014 | 9 marzo     | 2  | Brad Keselowski  | Team Penske          | Ford      | 267      | 400.5    | 2:35:24       | 154.633 | Resoconto |
| 2015 | 8 marzo     | 4  | Kevin Harvick    | Stewart-Haas Racing  | Chevrolet | 267      | 400.5    | 2:47:15       | 143.677 | Resoconto |
| 2016 | 6 marzo     | 2  | Brad Keselowski  | Team Penske          | Ford      | 267      | 400.5    | 2:53:55       | 138.170 | Resoconto |
| 2017 | 12 marzo    | 78 | Martin Truex Jr. | Furniture Row Racing | Toyota    | 267      | 400.5    | 2:56:39       | 136.032 | Resoconto |
| 2018 | 4 marzo     | 4  | Kevin Harvick    | Stewart-Haas Racing  | Ford      | 267      | 400.5    | 2:49:31       | 141.756 | Resoconto |
| 2019 | 3 marzo     | 22 | Joey Logano      | Team Penske          | Ford      | 267      | 400.5    | 2:35:11       | 154.849 | Resoconto |
| 2020 | 23 febbraio | 22 | Joey Logano      | Team Penske          | Ford      | 267      | 400.5    | 2:58:11       | 134.861 | Resoconto |
| 2021 | 7 marzo     | 5  | Kyle Larson      | Hendrick Motorsports | Chevrolet | 267      | 400.5    | 2:52:07       | 139.615 | Resoconto |
| 2022 | 6 marzo     | 48 | Alex Bowman      | Hendrick Motorsports | Chevrolet | 274      | 411      | 3:29:50       | 117.552 | Resoconto |
| 2023 | 5 marzo     | 24 | William Byron    | Hendrick Motorsports | Chevrolet | 271      | 406.5    | 2:50:35       | 142.980 | Resoconto |
| 2024 | 3 marzo     | 5  | Kyle Larson      | Hendrick Motorsports | Chevrolet | 267      | 400.5    | 3:00:25       | 133.192 | Resoconto |

### Piloti plurivincitori
| Numero vittorie | Pilota          | Edizioni               |
| --------------- | --------------- | ---------------------- |
| 4               | Jimmie Johnson  | 2005, 2006, 2007, 2010 |
| 3               | Matt Kenseth    | 2003, 2004, 2013       |
| 2               | Jeff Burton     | 1999, 2000             |
| 2               | Carl Edwards    | 2008, 2011             |
| 2               | Brad Keselowski | 2014, 2016             |
| 2               | Kevin Harvick   | 2015, 2018             |
| 2               | Joey Logano     | 2019, 2020             |
| 2               | Kyle Larson     | 2019, 2020             |

### Teamplurivincitori
| N° vittorie | Squadra              | Edizioni                                             |
| ----------- | -------------------- | ---------------------------------------------------- |
| 9           | Hendrick Motorsports | 2001, 2005, 2006, 2007, 2010, 2021, 2022, 2023, 2024 |
| 7           | RFK Racing           | 1998, 1999, 2000, 2003, 2004, 2008, 2011             |
| 4           | Team Penske          | 2014, 2016, 2019, 2020                               |
| 3           | Stewart-Haas Racing  | 2012, 2015, 2018                                     |
| 2           | Joe Gibbs Racing     | 2009, 2013                                           |

### Costruttori plurivincitori
| N° vittorie | Costruttori | Edizioni                                                               |
| ----------- | ----------- | ---------------------------------------------------------------------- |
| 22          | Ford        | 1998, 1999, 2000, 2003, 2004, 2008, 2011, 2014, 2016, 2018, 2019, 2020 |
| 25          | Chevrolet   | 2001, 2005, 2006, 2007, 2010, 2012, 2015, 2021, 2022, 2023, 2024       |
| 7           | Toyota      | 2009, 2013, 2017                                                       |